# Ordine al Merito del Saskatchewan
L'Ordine al Merito del Saskatchewan è un'onorificenza della provincia del Saskatchewan, in Canada.

## Storia
L'Ordine è stato fondato nel 1985 dal luogotenente governatore Frederick Johnson, su consiglio del gabinetto del Premier Grant Devine. L'Ordine è amministrato da un consiglio ed è destinato a onorare gli attuali o ex residenti del Saskatchewan per risultati notevoli in qualsiasi campo, essendo così descritto come il più alto onore tra tutti quelli conferiti dalla monarchia del Saskatchewan.

## Classi
L'Ordine dispone dell'unica classe di membro.

## Struttura e assegnazione
L'Ordine al Merito del Saskatchewan è destinato a onorare qualsiasi cittadino canadese attualmente o precedentemente residente in Saskatchewan che abbia dimostrato un alto livello di eccellenza individuale e risultati in qualsiasi campo migliorando il "benessere sociale, culturale ed economico della provincia e dei suoi residenti". Il processo di ricerca di tali individui inizia con la richiesta di candidature presentata ogni primavera dal Consiglio consultivo delle onorificenze del Saskatchewan. Non ci sono limiti su quanti possano appartenere all'ordine, sebbene ogni anno possano essere nominati al massimo dieci membri.
Il processo di ricerca di individui qualificati inizia con la richiesta di candidature presentata ogni primavera dal Consiglio consultivo delle onorificenze del Saskatchewan, che quindi formula le sue raccomandazioni selezionate al luogotenente governatore. Le nomine postume sono accettate entro un anno dalla data della morte e nel 2001 la Legge provinciale sugli emblemi e gli onori è stata modificata per consentire la nomina di membri onorari, ovvero coloro che non sono né attuali né ex residenti in Saskatchewan. Carlo, principe di Galles, fu il primo membro onorario dell'Ordine al Merito del Saskatchewan, essendo stato nominato il 24 aprile 2001. Il luogotenente governatore, membro ex officio anche dopo la fine del suo mandato e cancelliere dell'Ordine, quindi fa tutte le nomine nell'unico grado di appartenenza alla fratellanza con una lettera patente che porta la sua firma e il gran sigillo della provincia. Successivamente, i nuovi membri hanno il diritto di utilizzare il post-nominale AOE e di avere il loro ritratto esposto nella galleria Athabasca presso l'edificio legislativo di Saskatchewan.
All'ingresso nell'Ordine al Merito del Saskatchewan, di solito con una cerimonia presso la Government House di Regina o in una sede di Saskatoon, ai nuovi membri vengono consegnate le insegne dell'ordine.

## Insegne
- Secondo la Legge provinciale degli emblemi e degli onori, che stabilisce il design dei distintivi e del nastro dell'ordine e di come sono indossati, il distintivo principale è un medaglione d'argento a forma di stella a sei punte, una rappresentazione stilizzata del Lilium philadelphicum, il fiore ufficiale della provincia. Il dritto è smaltato di bianco e presenta lo stemma del Saskatchewan all'interno di un nastro circolare con scritto il motto provinciale "Multis E Gentibus Vires" (dalla forza di molti popoli)[8] - il tutto sormontato da una corona di sant'Edoardo che simboleggia il ruolo del monarca canadese come fons honorum.[9] Gli uomini indossano il distintivo sospeso da un nastro al colletto, mentre le donne portano il loro su un fiocco sul petto a sinistra. I membri ricevono anche una spilla a forma di giglio rosso stilizzato con sopra una corona di sant'Edoardo che può essere indossata durante le occasioni meno formali.[10]
- Il nastro era verde con una striscia creme al centro dalla sua fondazione nel 1985 fino al 2005 quando i colori sono stati invertiti.